# NGC 2888
NGC 2888 ist eine elliptische Galaxie vom Hubble-Typ E im Sternbild Schiffskompass. Sie ist schätzungsweise 99 Millionen Lichtjahre von der Milchstraße entfernt.
Das Objekt wurde am 30. März 1835 von John Herschel entdeckt.